# Panzerkampfwagen V Panther
Panzerkampfwagen V Panther (Sd.Kfz. 171) byl německý tank vyráběný v letech 1943–1945. Představoval německou odpověď na sovětský tank T-34/76. Překonával jej jak silou pancíře, tak zejména výkonností a přesností děla 7,5 cm KwK 42 L/70. Tento náskok však byl brzy z velké části dohnán novou verzí T-34/85. Panther je považován za jeden z nejlepších středních tanků druhé světové války.

## Vznik a vývoj

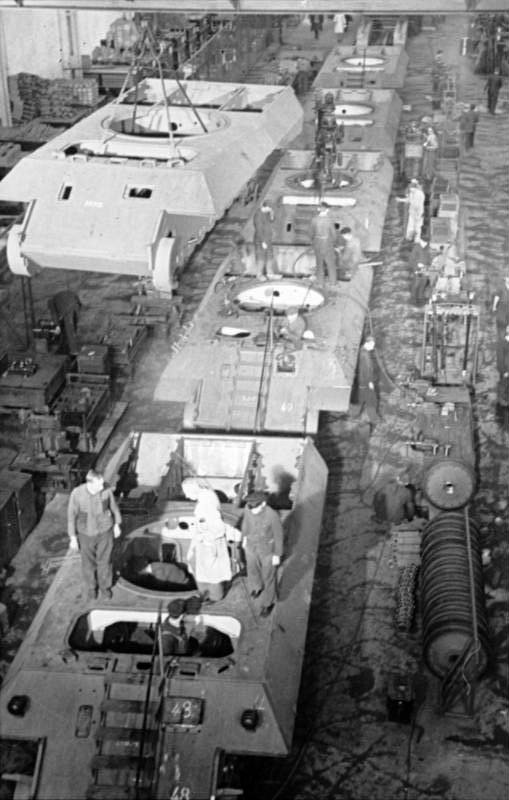
Výroba Pantherů

Jeho vývoj začal v důsledku zkušeností německé armády na východní frontě. Tam německé tanky narazily na sovětské střední tanky T-34 a těžší KV-1, které německé „Panzery“ v mnoha ohledech převyšovaly. Ani později nasazený Pz IVF s dlouhým kanónem si v boji s protivníky nemohl být jistý vítězstvím. Německé tanky byly v porovnání se sovětskou technikou slabě pancéřované a pancéřové plechy byly skoro kolmé, což velmi snižovalo jejich balistickou odolnost.
Probíhající vývoj nového standardního tanku pod označením VK 2001 či VK 2401 firmami Krupp, MAN a Daimler-Benz byl zrušen z důvodu, že takový tank by byl příliš slabý a nepřinesl by žádné zlepšení. Byl proto zahájen vývoj nového tanku VK 3001/VK 3002 o plánované hmotnosti 30 až 35 tun. Tank měl překonat sovětský tank T-34 a do vývoje proto byly zapracovány právě jeho výhody. Tzv. Panzerkommission stanovila čtyři hlavní výhody tanku T-34. První výhodou byl skloněný pancíř, který vykazoval mnohem vyšší odolnost než pancíř kolmý. Druhou výhodou byly široké pásy, které umožňovaly lepší rozložení tíhy tanku a zajišťovaly lepší průjezd terénem. Třetí výhodou byl silný 76,2mm kanón s délkou hlavně 30,5 ráží. Tento kanón byl efektivní pro boj s pěchotou, ničení dělostřelectva a lehkých opevnění, ale zároveň mnohem efektivnější v boji proti tankům než německé tankové kanóny. Čtvrtou výhodou byl naftový motor, který byl méně náchylný k požáru než německé benzínové motory a měl nižší spotřebu, a tudíž měl tank delší dojezd.
Vývojem kanónu a celé věže nového tanku byla pověřena firma Rheinmetall-Borsig. Německé vedení požadovalo kanón, který by na vzdálenost 1 kilometru probil alespoň 140 mm pancíře. Věž tanku měla být pancéřována tak silně, aby dokázala odolávat palbě ze sovětských tanků. Oba požadavky se jim nakonec podařilo splnit.
Vývojem trupu tanku byly 25. listopadu 1941 pověřeny konkurenční firmy MAN a Daimler-Benz. Firma Krupp od vývoje náhrady projektu VK 2001/VK 2401 údajně sama odstoupila. Upřesněné technické zadání nového tanku vydal zbrojní úřad 3. února 1942, přičemž schválil právě účast těchto dvou firem na jeho vývoji. Projekt firmy Daimler-Benz byl označován jako VK 3001 (D), VK 3001 (DB), VK 3002 (D) nebo VK 3002 (DB). Tento projekt se velmi podobal tanku T-34. Projekt firmy MAN byl označen jako VK 3002 (M) a držel se spíše klasického německého konstrukčního řešení a pouze do něj zahrnul výhody tanku T-34, avšak zůstal u pohonu na benzín. 5. května byly technické dokumentace projektů obou firem předloženy Hitlerovi a zbrojnímu úřadu. Zatímco Hitlerovi se zamlouval projekt firmy Dailmer-Benz, zbrojnímu úřadu se zamlouval projekt firmy MAN. 11. května bylo rozhodnuto o vítězství firmy MAN. 14. května vydal Hitler příkaz zesílit přední pancíř korby z 60 mm na 80 mm. Daimler-Benz měl dokončit dva rozpracované prototypy a připravit se na výrobu tanku od konkurenta. Nakonec však pravděpodobně nebyl žádný prototyp tanku VK 3002 (DB) dokončen. Naopak firma MAN v září 1942 dokončila dva prototypy tanku VK 3002 (M).

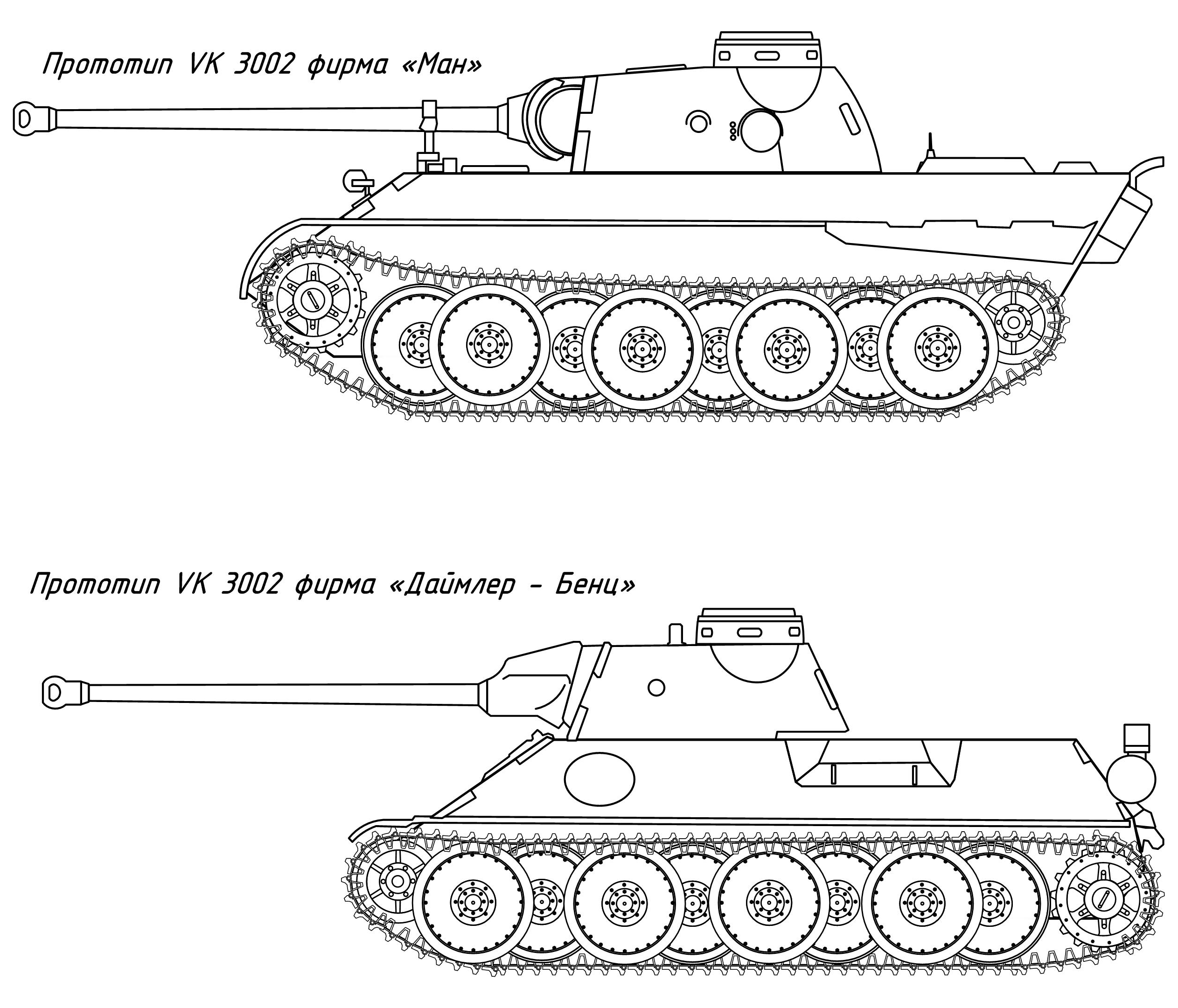
Porovnání projektu firem Daimler-Benz a MAN

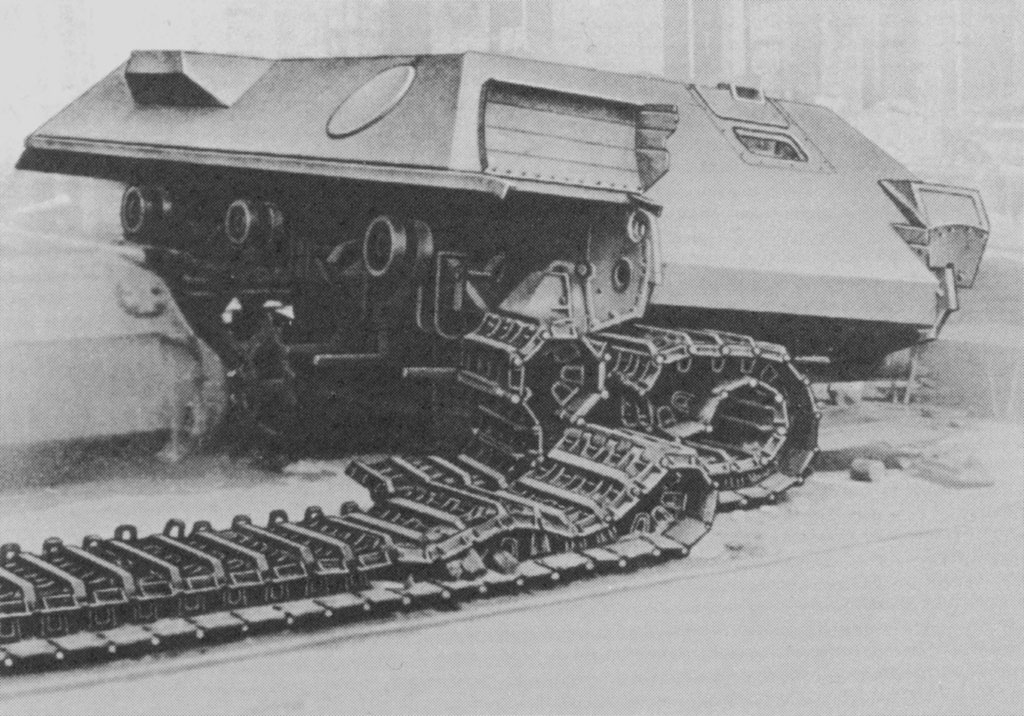
Trup prototypu firmy Daimler-Benz

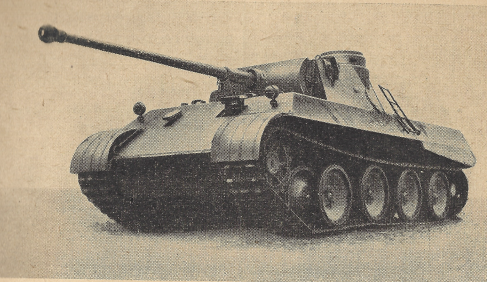
VK 3002 (M)

Trup a věž měly svařovanou konstrukci z ocelových plátů. Věž s šestiúhelníkovým půdorysem byla umístěna v blízkosti těžiště, otáčela se spolu se sedadly posádky buď hydraulicky, nebo v případě selhání ručně. V zadní části pancéřování věže byl kruhový únikový otvor. Nahoře byly umístěny periskopy, ventilátor a velitelská věžička. Čelo věže mělo tloušťku 80 až 110 mm, boky 45 mm. Čelní trup byl chráněn pancéřováním 60 až 80 mm silným, jehož účinnost zvyšovalo sklonění pod úhlem 35° od vertikály. Boční a zadní stěny korby nesly 40–50 mm pancíře. Dno korby a vrch věže měly sílu 16 mm. Podvozek se skládal z osmi pojezdových kol, z napínacího a hnacího kola v dvou řadách. Pásy se skládaly z 86 článků a jejich šířka byla 660 mm. Tank byl kvalitně odpružený a na tu dobu poskytoval velký komfort. Výzbroj tvořil 75mm kanón 7,5cm KwK 42 L/70 vybavený úsťovou brzdou a dva kulomety MG 34. Prvních 250 kusů tanku Panther bylo poháněno dvanáctiválcovým benzínovým motorem Maybach HL 210 P30 (stejný se používal například i pro tanky Tiger) s výkonem 475 kW (650 koní) při 3000 ot/min a měl tři jednoduché vzduchové filtry. Od května 1943 však byly Panthery osazovány dvanáctiválcem Maybach HL 230 P30 o obsahu 23,1 litru, který již disponoval silou 515 kW (700 koní). Kvůli úspoře materiálu, byl blok motoru vyráběný v HL 210 z hliníku nahrazen litinovým blokem. Pro zlepšení odstraňování prachových nečistot byly použity dva vícestupňové "cyklónové" vzduchové filtry. Navzdory kvalitě konstrukce pohonné jednotky musel být kvůli použití benzínu nízké kvality výkon motoru snížen. S nádrží o kapacitě 730 litrů paliva byl dojezd tanku 200 km na pevných komunikacích a pouhých 120 km v terénu.
Po rychlém otestování prototypů bylo rozhodnuto o několika změnách na trupu i na věži a výroba firmou MAN byla zahájena. První tank s názvem Panzerkampfwagen V Ausf. D vyjel z továrny 11. ledna 1943. V únory začaly tanky vyjíždět i z firem Daimler-Benz a MNH, v březnu ze čtvrté firmy Henschel. Tanky Panther byly postupně vyráběny ve třech variantách: Ausf. D, Ausf. A a Ausf. G. Dále existoval i projekt tanku Panther II a Panther Ausf. F. Ještě lepší palebné síly konstruktéři dosáhli stíhačem tanků Jagdpanther, do kterého byl instalován dlouhý kanón ráže 8,8 cm z tanku Panzerkampfwagen VI Tiger II. Taktéž existovala vyprošťovací vozidla Bergepanther a nedokončený projekt protiletadlového vozidla Coelian.

## Varianty

### Sériově vyráběné
- Panther Ausf. D – první varianta

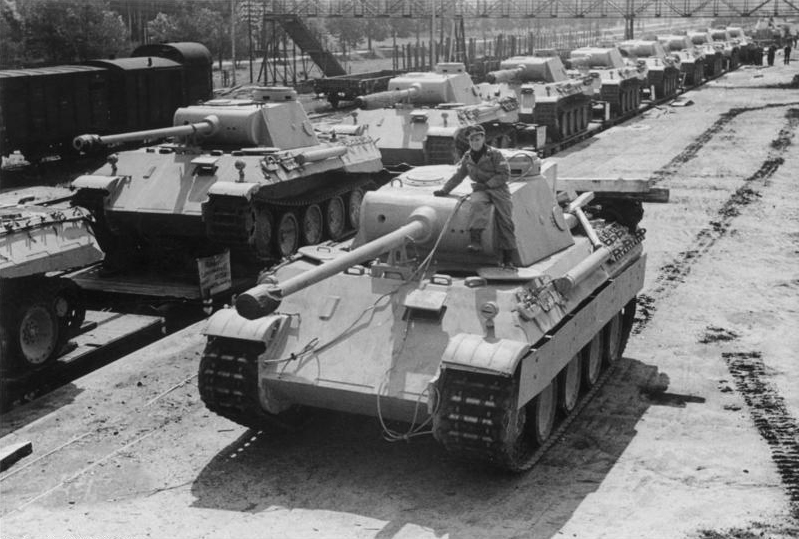
Čerstvě vyrobené tanky Panther Ausf. D

- Panther Ausf. A – standardní varianta

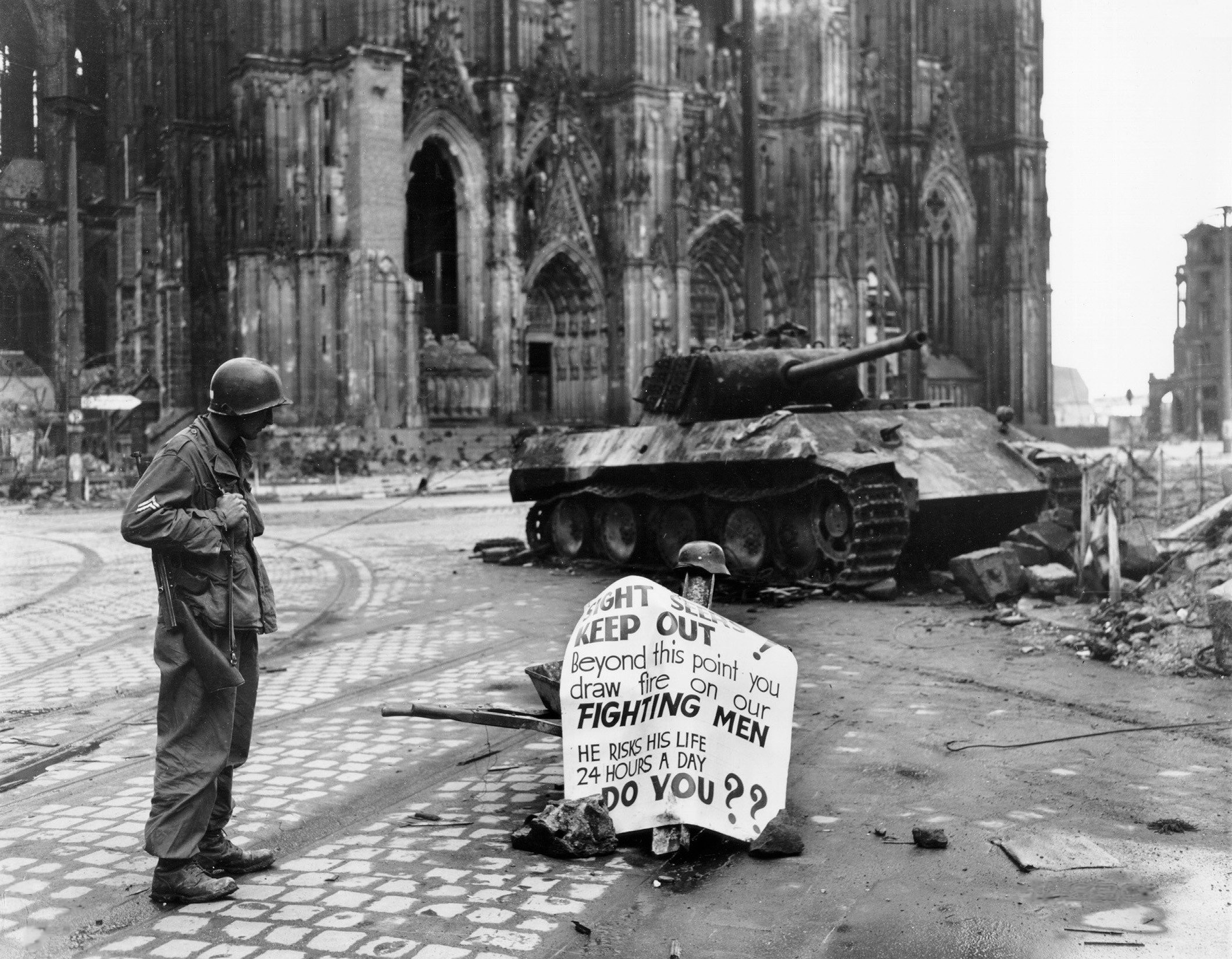
Vyřazený Panther Ausf. A v Kolíně

- Panther Ausf. G – pozdní varianta, část tanků dostala novou věž s tzv. bradou, která měla zabránit odrazu střel do pancíře pod věží, nebo byla vybavena nočním viděním

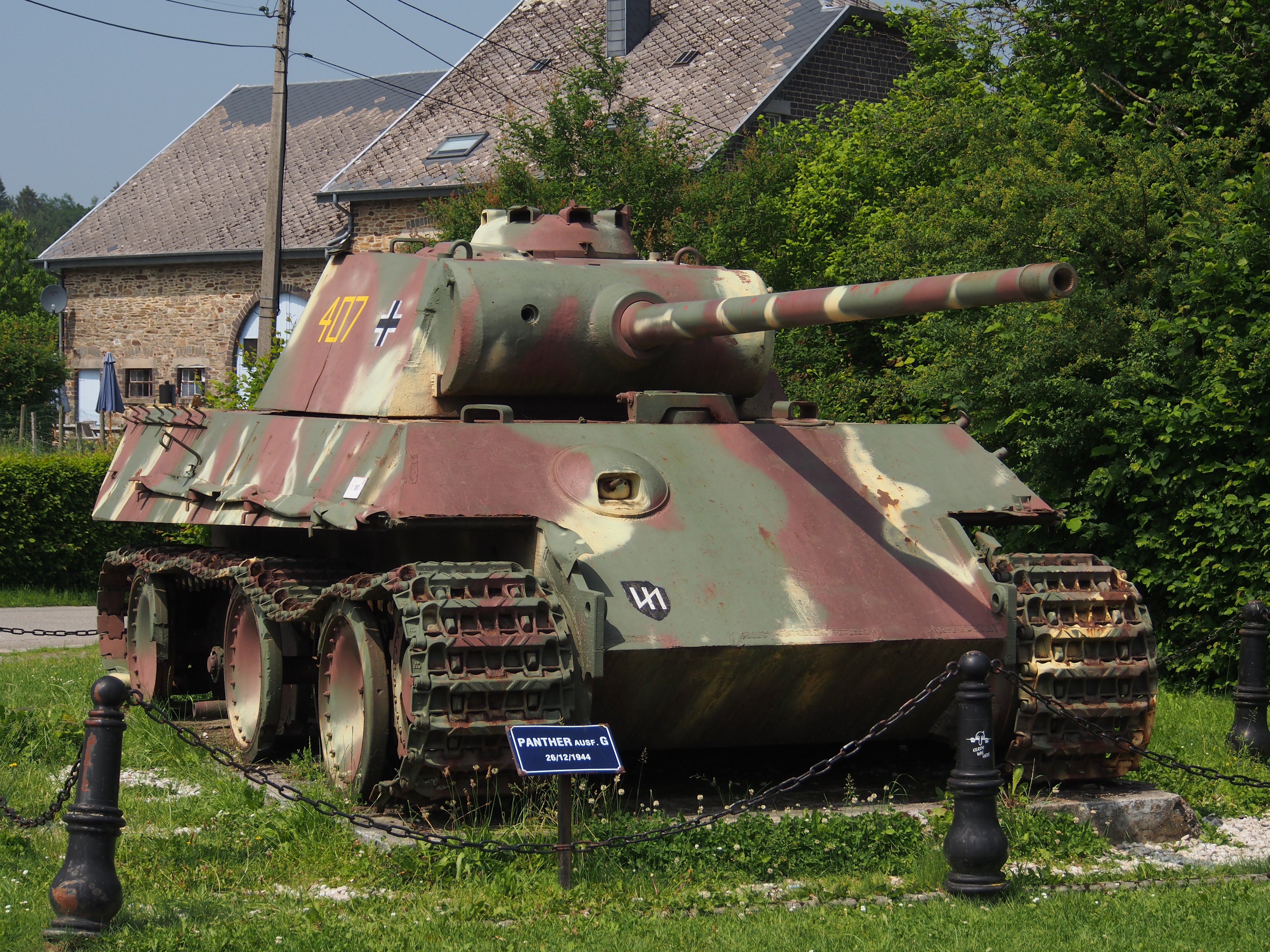
Památník tanku Panther Ausf. G ve vesnici Grandmenil v Belgii, chybí mu některá kola a úsťová brzda

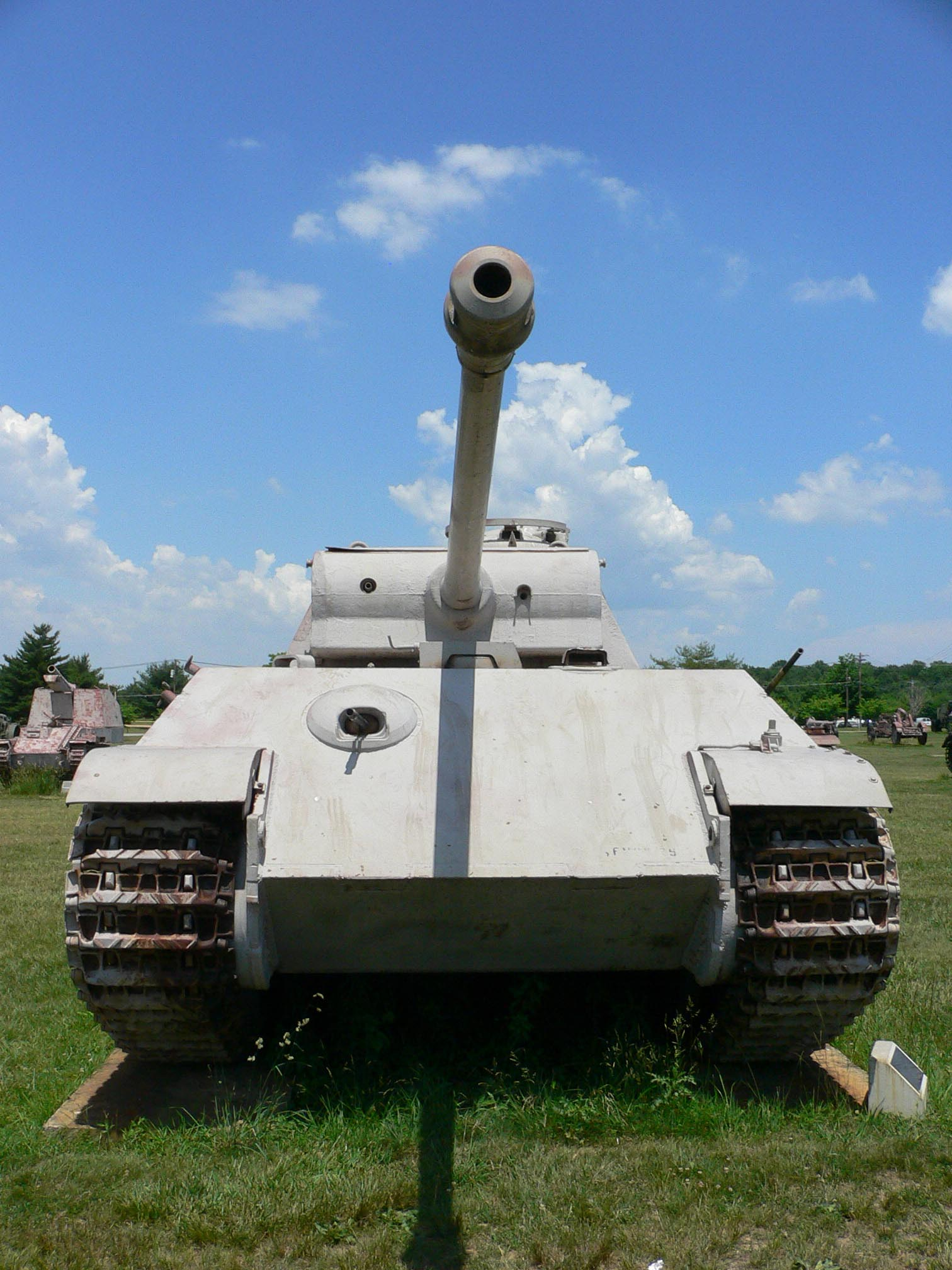
Panther Ausf. G pozdní produkce s tzv. bradou

### Plánované
- Panther II – mělo dojít ke zvýšení pancéřování zejména za účelem ochrany proti sovětským protitankovým puškám. Možná byla zamýšlena i nová věž, avšak žádná nebyla postavena. Navíc měl tank Panther II používat shodné součástky s vyvíjeným tankem Tiger II, aby se daly jednoduše vyměňovat. I když je tak tento tank často zobrazován, nebylo plánováno jej osadit věží Schmalturm z tanku Panther Ausf. F, jelikož projekt Panther II skončil před začátkem projektu Panther Ausf. F, ani ho vyzbrojit kanonem ráže 88 mm. Problém nedostatečné ochrany tanku Panther proti těžkým puškám byl zejména kvůli náročnosti tohoto projektu vyřešen přídavným pancéřováním standardního tanku Panther u pásů a projekt Panther II byl zrušen. Dochoval se jeden tank Panther II, osazený věž z tanku Panther Ausf. G, a nachází se v Patton Museum in Fort Knox, Kentucky, USA.

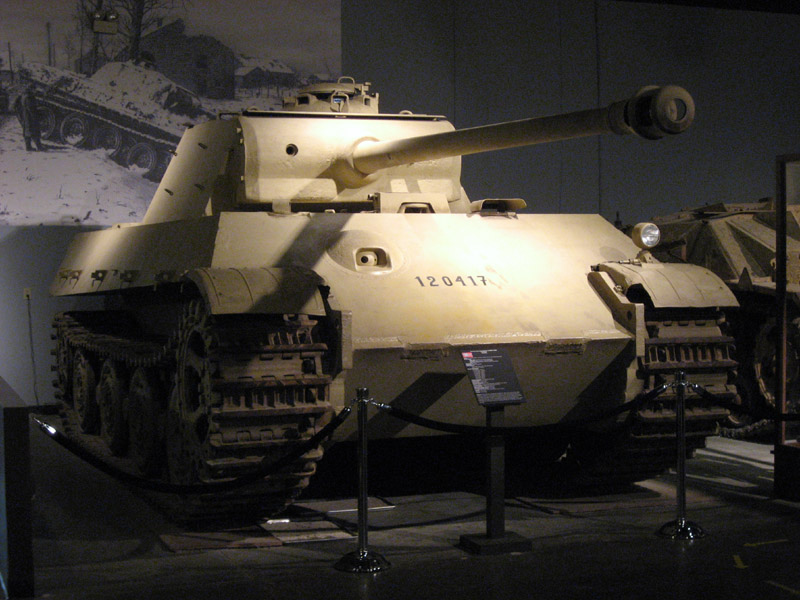
Trup tanku Panther II s věží tanku Panther Ausf. G v muzeu

- Panther Ausf. F – mělo se jednat o čtvrtou variantu tanku Panther po variantách D, A a G. Měl dostat novou věž, tzv. Schmalturm neboli úzkou věž. Tato věž měla být odolnější díky užšímu čelu, které mělo být menším cílem pro nepřátelské tanky. Firma Škoda dokonce později představila nový kanón pro tanky Panther Ausf. F, který byl vybaven poloautomatickým nabíjecím systémem. Byl vybaven zásobníkem na 4 náboje, který po výstřelu automaticky doplnil munici do závěru kanónu. Teoretická rychlost onoho automatického nabití byla 1,5 sekundy. Po vystřelení 4 nábojů ze zásobníku by nabíječ doplnil munici do zásobníku. V praxi se však s takovým rychlým nabíjením nedalo počítat, protože by to brzdovratné zařízení pravděpodobně nevydrželo. Tento kanón nebyl nikdy do žádného tanku nainstalován. Byla vyrobena minimálně jedna věž Schmalturm, která je dnes v Tankovém muzeu v Bovingtonu.

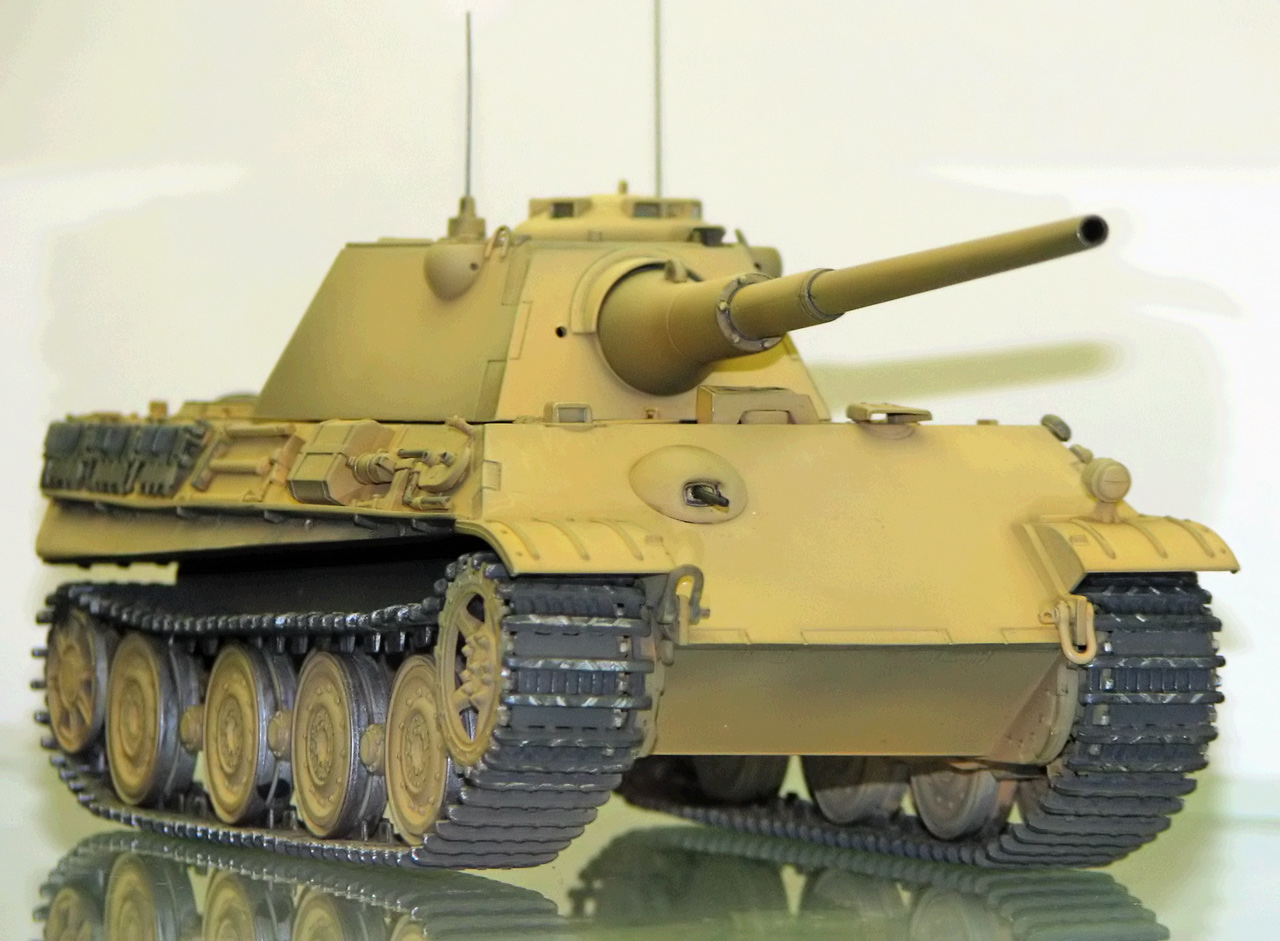
Model tanku Panther Ausf. F

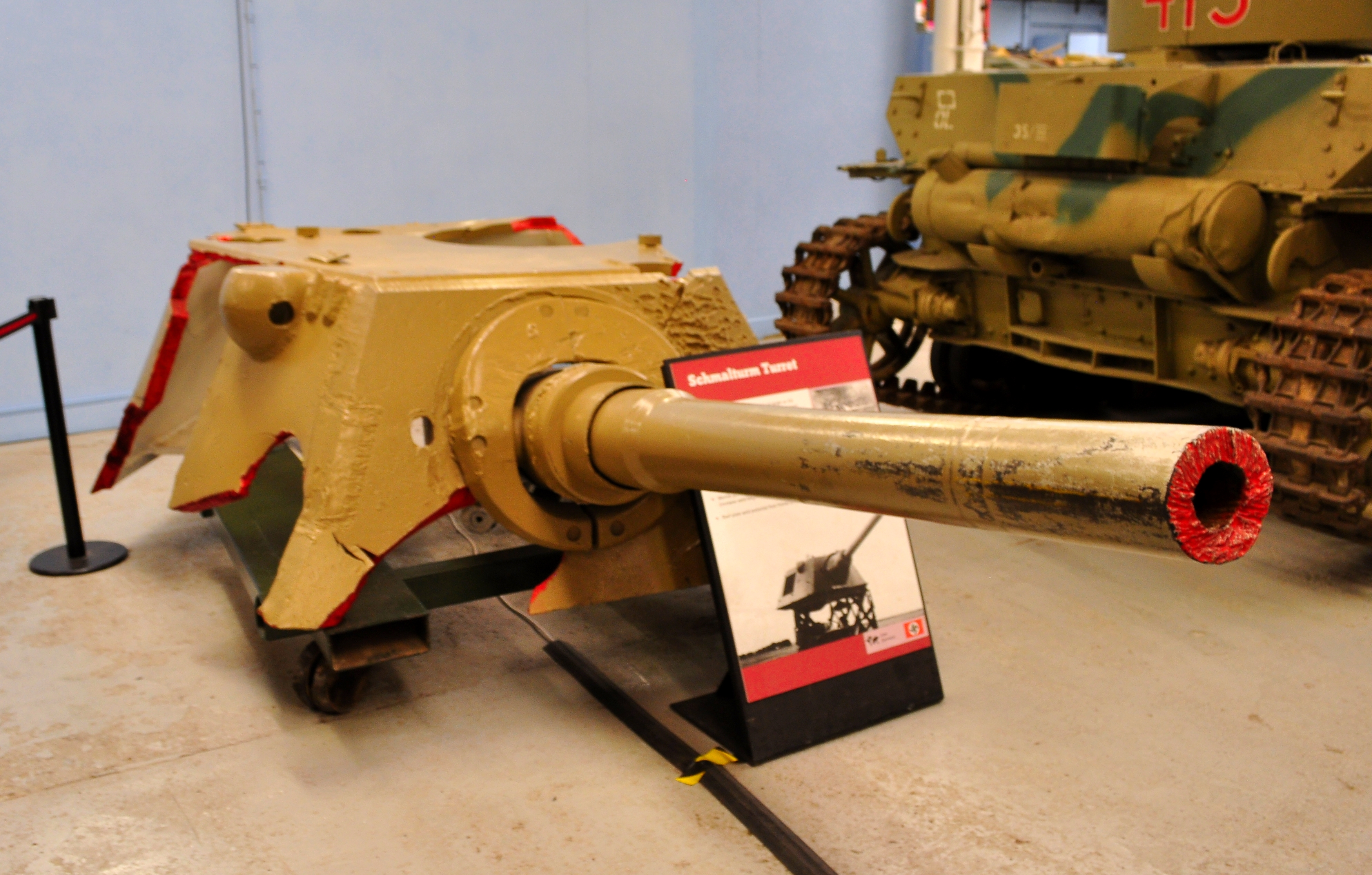
Jediná známá věž Schmalturm

### Další vozidla
- Jagdpanther – stíhač tanků

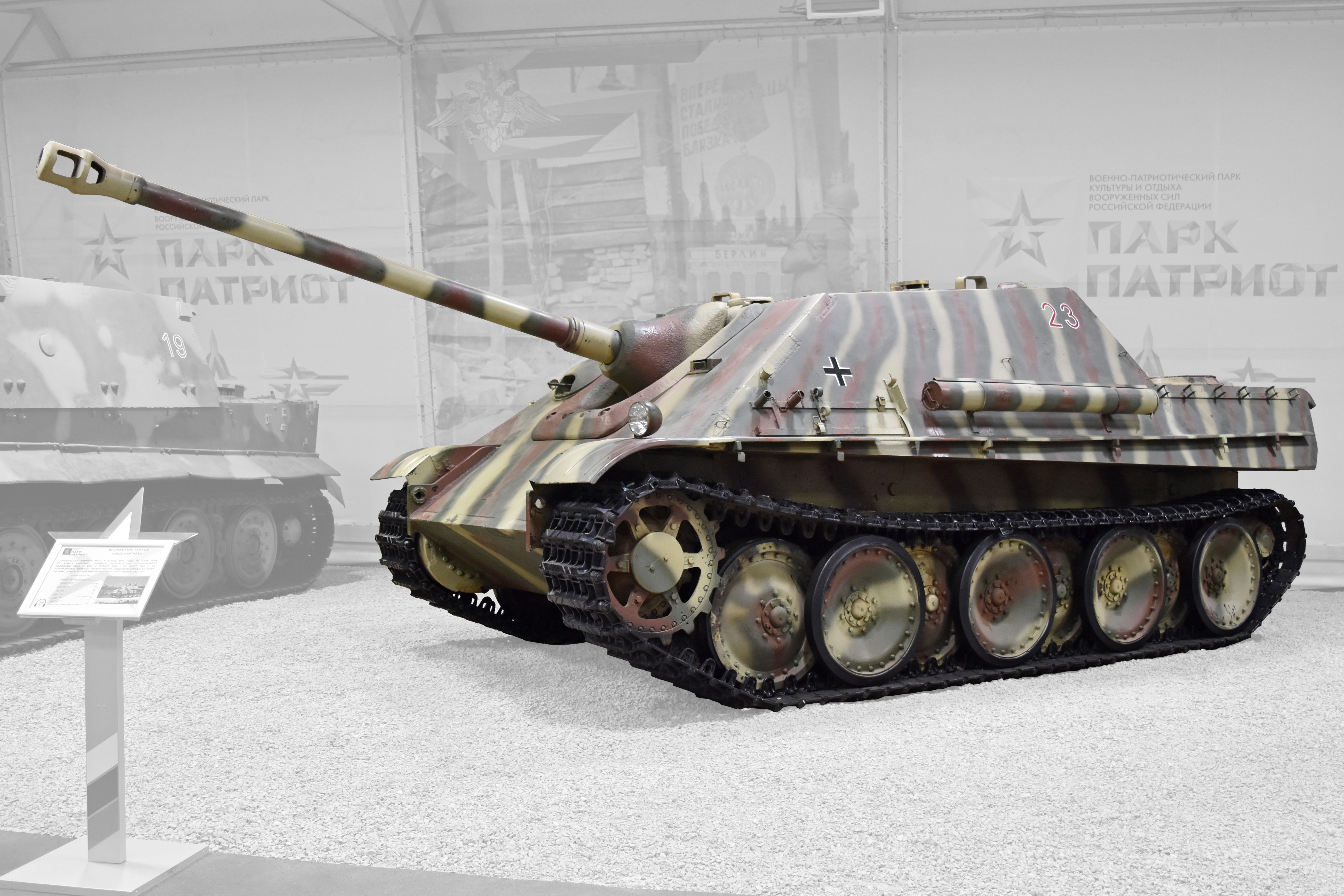
Stíhač tanků Jagdpanther

- Bergepanther – vyprošťovací vozidlo

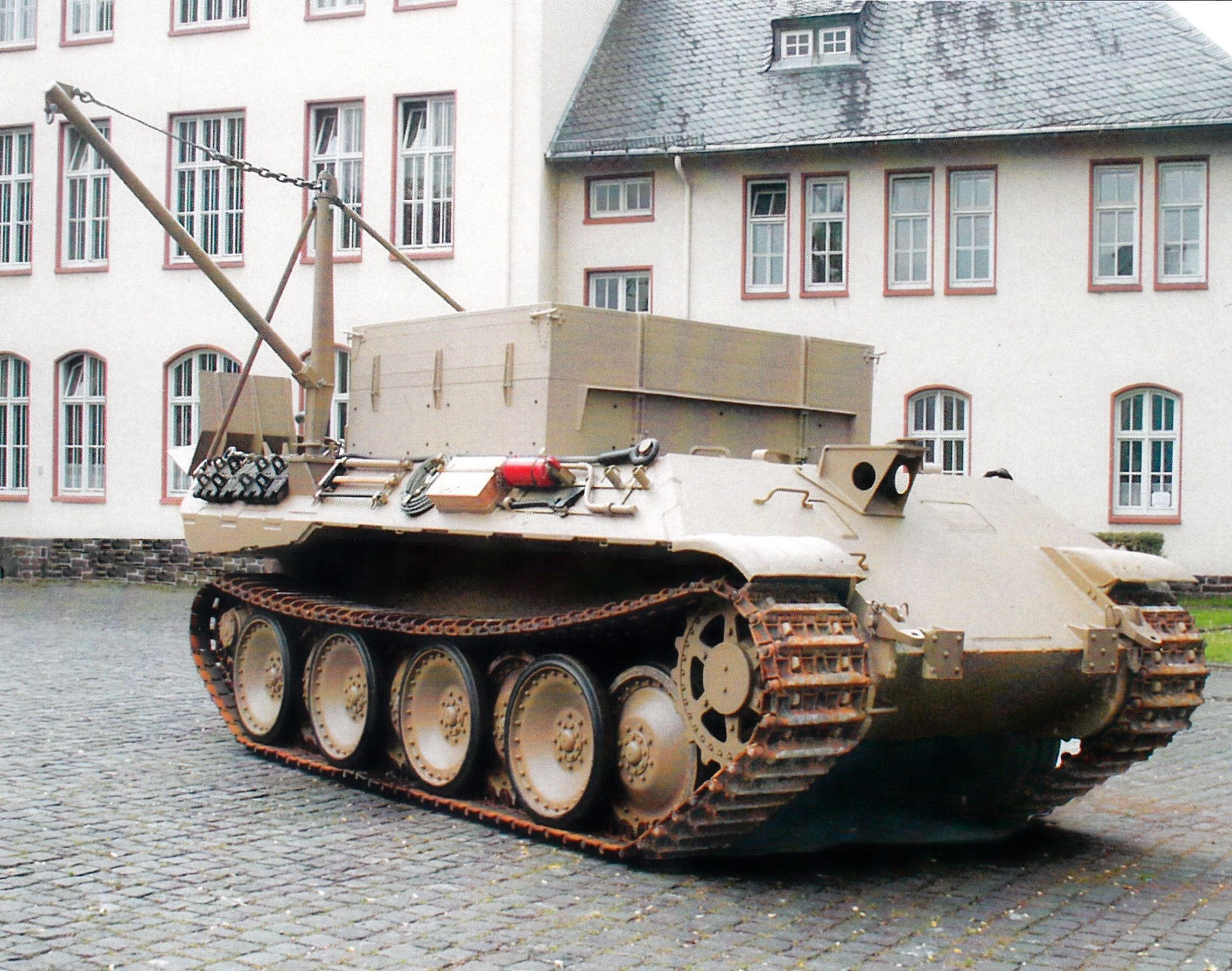
Vyprošťovací vozidlo Bergepanther

- Coelian – plánované samohybné protiletadlové dělo

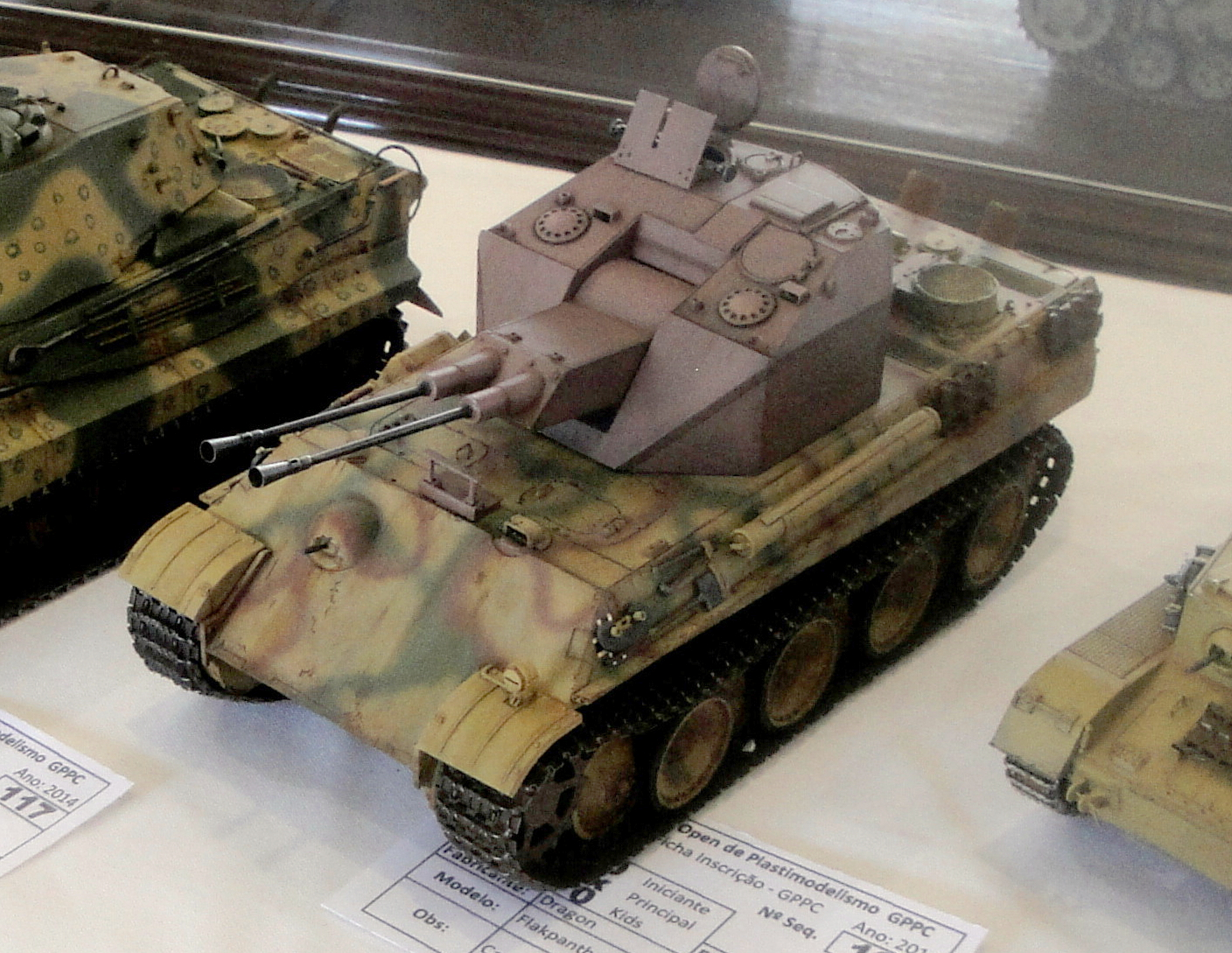
Model protiletadlového vozidla Coelian

## Bojové nasazení

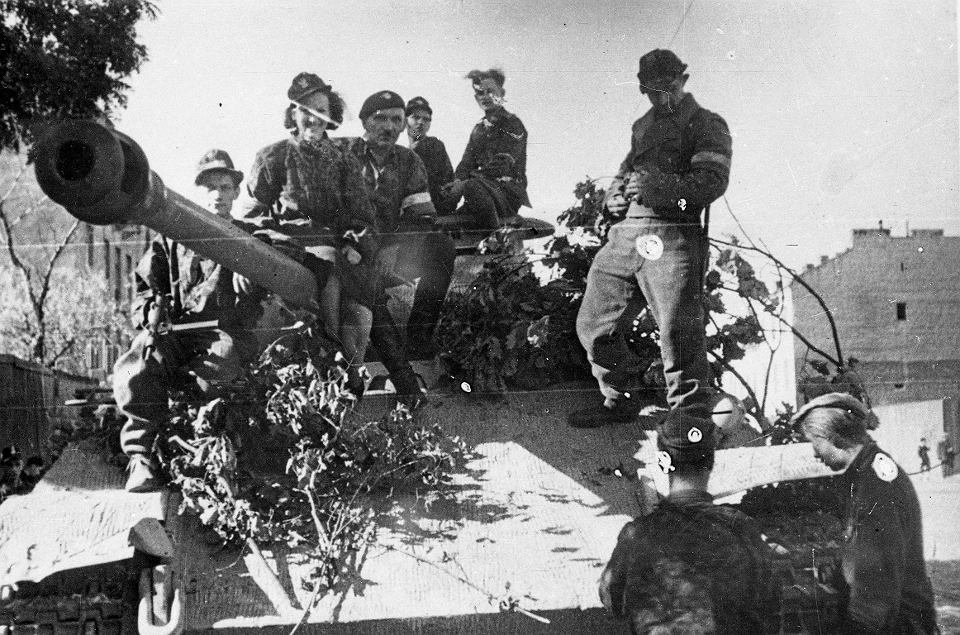
Ukořistěný Panther G ve výzbroji tankové čety Wacek praporu Zośka Zemské armády, použitý mimo jiné při vysvobození 348 Židů z Koncentračního tábora Gęsiówka

V polovině roku 1943 sloužilo v německých jednotkách asi 340 Pantherů. Ty byly poprvé nasazeny v bitvě u Kurska, ovšem stalo se tak příliš brzy, bez řádného odzkoušení a odstranění dětských nedostatků, takže jejich výkon zůstal daleko za očekáváním. Mnoho strojů odpadlo pro technické obtíže (v průběhu několika dnů bylo ztraceno 150 tanků). Po doladění některých obtíži se Panther stal jedním z nejlepších strojů války, ovšem německý průmysl jich nebyl schopen dodat dostatečné množství. Od druhé poloviny roku 1943 se Panthery začaly skutečně osvědčovat. Například divize SS Das Reich v září 1943 během dvou dnů zničila za pomoci Pantherů 40 sovětských T-34 a KV-1. Tankový pluk Bäke v lednu 1944 v pětidenním boji v “kapse Balabonovka” zničil 267 tanků, při ztrátě jednoho tanku Tiger a 4 Pantherů. Na západní frontě byla nadřazenost Pantherů ještě výraznější. Po válce je určitou dobu používalo Československo, Maďarsko i Francie.